# Myriam Sarachik
Myriam Paula Sarachik, née Morgenstein le 8 août 1933 à Anvers et morte le 7 octobre 2021 à New York, est une physicienne américaine.
Elle est professeure émérite de physique au City College of New York depuis 1995 et spécialisée dans la physique expérimentale de la matière condensée à basses températures.

## Biographie

### Éducation
Myriam Sarachik nait à Anvers en Belgique. Elle est la fille de Schloimo Morgenstein, un diamantaire, et de Sarah Segal. Ce sont des Juifs orthodoxes. En 1940, devant la montée du nazisme, les parents décident de fuir la Belgique pour la France, puis Cuba où elle suit les cours à La Havane. Elle poursuit sa scolarité à New York au lycée Bronx High School of Science, où elle est une des premières jeunes filles étudiantes. En 1954, elle reçoit son baccalauréat universitaire avec un majeur en physique au Barnard College. En 1957, elle obtient sa maîtrise universitaire ès sciences à l'Université de Columbia et en 1960 elle soutient sa thèse de doctorat dans cette même université .

### Carrière
Après son doctorat, Myriam Sarachik entre comme chercheuse associée au laboratoire de recherche Watson d'IBM Research et donne des cours du soir au City College of New York. Elle est ensuite nommée membre de l'équipe technique aux Laboratoires Bell à Murray Hill dans le New Jersey.
En septembre 1964, elle est nommée professeure adjointe au City College of New York. En 1971, elle y devient professeure à temps plein. En 1995, elle est nommée professeure émérite.
En 2003, elle est élue présidente de la société américaine de physique.
En 2008, elle est élue au conseil d'administration de l'Académie Nationale des Sciences.
Ses recherches concernent la supraconductivité, les alliages métalliques désordonnés, les transitions métal-isolant dans les semi-conducteurs dopés, le transport par saut des solides et l'effet tunnel des nano-aimants,.
Elle a été active dans la défense des droits de l'homme des scientifiques. Elle est membre et présidente de la Commission Internationale sur la liberté des scientifiques de la société américaine de physique. Elle est également membre de longue date du comité des droits de l'homme des Scientifiques  de l'académie des sciences de New York, et  membre du conseil d'administration du Committee of Concerned Scientists.

### Famille
En 1954, elle épouse Philip Sarachik, professeur en génie électrique à l'université de New York .

#### Drame familial
En 1970, la carrière de Myriam Sarachik est interrompue par un drame familial. Un jour rentrant chez elle, elle constate que sa fille Leah âgée de 5 ans, son assistante maternelle, et la voiture familiale ont disparu. L'assistante maternelle a enlevé l'enfant, l'a conduite au Vermont, l'assassinant avant de se suicider. Le corps est retrouvé après une intense recherche, avec l'aide de collègues de Myriam Sarachik, dans une poubelle derrière une maison. Myriam Sarachik abandonne la recherche en physique pendant plus de dix ans.

## Distinctions et honneurs
- Membre de l'académie nationale des sciences des États-Unis
- Membre de l'académie américaine des arts et des sciences
- Membre de la société américaine de physique[11]
- Membre de l'association américaine pour l'avancement des sciences
- Membre de l'académie des sciences de New York
- 1995: 
  - Prix d'Excellence du maire de New-York en Mathématiques, Physique et Sciences de l'ingénieur
- 2005:
  - Prix L'Oréal-Unesco pour les femmes et la science
  - Prix Oliver-E.-Buckley de la société américaine de physique
- 2006 : Doctorat honoris causa par l'Amherst College